# دميتري ييفريموف
دميتري فلاديسلافوفيتش ييفريموف (بالروسية: Дмитрий Владиславович Ефремов) هو لاعب كرة قدم روسي في مركز الوسط ولد في يوم 1 أبريل 1995 في مدينة أوليانوفسك في روسيا، يلعب حالياً مع نادي سسكا موسكو وسبق له اللعب مع نادي أورينبورغ ونادي سلوفان ليبيريتس في التشيك ونادي أكاديمية تولياتي، لعب مع منتخب روسيا لكرة القدم في سنة 2015 ويبلغ طوله 180 سم.

## روابط خارجية
- دميتري ييفريموف على موقع الاتحاد الأوربي (الإنجليزية)
- دميتري ييفريموف على موقع ناشيونال فوتبول تيمز (الإنجليزية)
- دميتري ييفريموف على موقع Soccerway.com (الإنجليزية)
- دميتري ييفريموف على موقع عالم كرة القدم.نت (الإنجليزية)
- دميتري ييفريموف على موقع AS.com (الإسبانية)